# Tanah Rekah
Tanah Rekah is een bestuurslaag in het regentschap Muko-Muko van de provincie Bengkulu, Indonesië. Tanah Rekah telt 986 inwoners (volkstelling 2010).